# Episodi di Noi siamo leggenda
La prima stagione della serie televisiva Noi siamo leggenda, composta da 12 episodi, è stata pubblicata da Rai 2 e Prime Video dal 22 e 23 novembre 2023.
| nº | Titolo      | Prima TV         |
| -- | ----------- | ---------------- |
| 1  | Episodio 1  | 22 novembre 2023 |
| 2  | Episodio 2  | 22 novembre 2023 |
| 3  | Episodio 3  | 29 novembre 2023 |
| 4  | Episodio 4  | 29 novembre 2023 |
| 5  | Episodio 5  | 6 dicembre 2023  |
| 6  | Episodio 6  | 6 dicembre 2023  |
| 7  | Episodio 7  | 7 dicembre 2023  |
| 8  | Episodio 8  | 7 dicembre 2023  |
| 9  | Episodio 9  | 13 dicembre 2023 |
| 10 | Episodio 10 | 13 dicembre 2023 |
| 11 | Episodio 11 | 20 dicembre 2023 |
| 12 | Episodio 12 | 20 dicembre 2023 |

## Episodio 1
- Diretto da: Carmine Elia
- Soggetto di: Valerio D'Annunzio, Paolo Terraciano
- Scritto da: Valerio D'Annunzio

### Trama
Massimo va in ospedale a trovare sua madre che gli muore tra le braccia dopo una lunga degenza. Correndo via dall’ospedale, il ragazzo si accorge di avere un potere magico piegando l’inferriata di una finestra per la rabbia. 
19 settembre, tre mesi prima. Massimo è un adolescente che vive nella periferia romana insieme alla madre Michela e senza il padre che non ha mai conosciuto. Michela porta a mangiare fuori il figlio per il suo compleanno, ma mentre sta ballando con lui durante i festeggiamenti ha un malore. Si ritorna quindi al presente, dopo il funerale della madre, Massimo inizia a vivere con la zia Simona con la quale non ha un buon rapporto. Un giorno passando davanti a un compro oro con gli amici Massimo nota che è esposto un bracciale della madre e chiede spiegazioni al titolare, ma questo risponde che può solo venderglielo a 500 euro. Massimo tiene molto al bracciale che la madre aveva venduto per comprargli il suo ultimo regalo, riesce a raccogliere i soldi necessari e si presenta nuovamente al negozio, ma ora il titolare chiede 600 euro. Una sera Massimo, dopo la chiusura del negozio, decide di usare il suo potere per aprire la saracinesca e rubare il bracciale. 
- Altri interpreti: Raffaella Rea (Michela Bianchi).

- Ascolti: telespettatori 834 000 – share 4,8%[1]

## Episodio 2
- Diretto da: Carmine Elia
- Soggetto di: Valerio D'Annunzio, Paolo Terraciano
- Scritto da: Valerio D'Annunzio

### Trama
L’ispettore Beatrice Nenchi indaga sul furto. Sua figlia Viola ha capito che è stato Massimo a rubare nel compro oro e lo aiuta a piazzare la refurtiva. Jean Liberati, figlio di una coppia facoltosa, non si trova bene nella nuova scuola dove viene preso di mira, ma suo padre Giuseppe, amministratore delegato di un'importante azienda di moda, la Revanche, fa di tutto per negare il problema. Massimo non riesce ad andare d’accordo con la zia e la attacca quando la sorprende a letto con il suo datore di lavoro, Nunzio. Andrea, uno degli amici di Massimo, sospetta che il padre Riccardo, che di lavoro fa la guardia notturna, abbia a che fare con i traffici del titolare del compro oro il quale aveva intestato l’attività a un prestanome. Massimo, con i soldi incassati, fa dei costosi regali ai suoi amici Marco e Andrea sorprendendoli. Anche Andrea ha un potere e davanti agli occhi degli amici riesce a far resuscitare un cane morto investito da un’auto prima di sentirsi male. Massimo in ospedale ha modo di conoscere meglio Lara, la figlia di una collega di sua madre che è malata di tumore. Simona trova in casa molti soldi e il bracciale di sua sorella; quando chiede spiegazioni al nipote questo le racconta che ha trovato i soldi nella stanza della madre e che ne ha usato una parte per ricomprare il bracciale. Alla festa di Capodanno Massimo litiga con Marco il quale ha scoperto che c’è lui dietro alla rapina al compro oro: Massimo non riesce a controllare le proprie mani che si infuocano e corre via. Alla stessa festa Greta Bauer, un'amica di Jean, decide di seguire due malintenzionati che dopo averle offerto del fumo la ingannano tentandola con la proposta di qualche altra droga, per tentare di violentarla. Ritornata indietro nel tempo scappa con Jean dopo la proposta dei due. Lin, una ragazza cinese che viene continuamente presa di mira dai compagni, invece ha il potere speciale di prendere le sembianze di chiunque voglia e modificarne anche gli aspetti e, alla festa fa credere a Nicola, il fratello di Andrea, di essere la sua fidanzata Sara.
- Ascolti: telespettatori 834 000 – share 4,8%[1]

## Episodio 3
- Diretto da: Carmine Elia
- Soggetto di: Valerio D'Annunzio, Paolo Terraciano
- Scritto da: Valerio D'Annunzio

### Trama
Liberati scopre che quattro delle sue operaie, tra le quali l’amica di vecchia data Michela, sono tutte morte a causa di un tumore. Renata, il suo braccio destro,  ammette di aver fatto bonificare dall’amianto solo una parte del capannone della Revanche: le quattro donne si sono quindi ammalate sul lavoro, ma nessuno deve scoprirlo. Jean viene preso di mira anche fuori da scuola da un gruppo di ragazzi più grandi e fuggendo finisce per essere investito da un’auto pirata; il ragazzo però non si è fatto niente e si rialza come se nulla fosse. Sara lascia Nicola perché non crede che l’abbia scambiata per un’altra; Lin ci prende gusto e continua a trasformarsi nella rivale. Nicola però si fa perdonare regalando un anello a Sara. Massimo si scalda di nuovo quando viene incalzato da Marco spaventandolo. Greta, che ha la capacità di tornare indietro nel tempo, non si dà pace per il fatto che il fratello si trovi in coma da diverso tempo dopo essere rimasto gravemente ferito durante una rapina che lei voleva sventare. Anche Massimo ci prende gusto a usare il suo potere e una sera si vendica di uno sgarro fatto da un compagno di scuola incendiandogli la moto.
- Ascolti: telespettatori 810 000 – share 4,9%[2]

## Episodio 4
- Diretto da: Carmine Elia
- Soggetto di: Valerio D'Annunzio, Paolo Terraciano
- Scritto da: Paolo Terraciano

### Trama
Andrea e Marco dicono a Massimo di stare attento perché si sta esponendo troppo e rischia di farsi beccare. Anche Viola ha la prova delle sue capacità nascoste e ne rimane sbalordita. Massimo però decide di continuare e sfrutta il proprio potere per svuotare la cassaforte di un altro negozio con la complicità di Viola la quale dopo il colpo lo bacia. I due piazzano poi la refurtiva da un altro compro oro. 
Giuseppe cerca di spronare il figlio a difendersi dai più forti. Jean fa vedere a Greta che gli si rimarginano le ferite come per miracolo; la ragazza in risposta gli dimostra che può tornare indietro nel tempo. I due decidono che questo sarà il loro segreto.
Lin registra un video di nudo nelle vesti di Sara e lo fa girare per la scuola mandando su tutte le furie la ragazza. Nicola si accanisce contro di lei decidendo di lasciarla e dalla rabbia finisce per schiantarsi in moto insieme al fratello che gli salva la vita avendo la capacità di resuscitare i morti; Andrea però di riflesso sviene. In ospedale il dottor Falzano dice ai genitori che non sa spiegarsi cos’abbia il ragazzo e decide di tenerlo sotto osservazione. Andrea però si riprende velocemente e all’amico Marco racconta ciò che è successo veramente spiazzandolo. Il padre di Andrea viene licenziato perché per la seconda volta non si trova sul luogo della rapina come guardia notturna. 
- Altri interpreti: Vincenzo Ferrera (dottor Falzano)

- Ascolti: telespettatori 810 000 – share 4,9%[2]

## Episodio 5
- Diretto da: Carmine Elia
- Soggetto di: Valerio D'Annunzio, Paolo Terraciano
- Scritto da: Francesca Scialanca

### Trama
In ospedale, dopo aver fatto visita all’amico Andrea, Massimo incontra di nuovo Lara la cui madre sta sempre peggio. Renata fa visita alla madre di Lara, Anna Petrescu, offrendole dei soldi per il futuro della figlia in cambio della rinuncia a fare causa alla fabbrica. Massimo scopre che la zia è ludopatica e che la casa della madre è intestata anche a lei; il ragazzo quindi dà fuoco al bar/sala giochi frequentato dalla zia senza rubare alcunché e si mette a seguire Fulvio Neri, il re delle slot machine. Viola lo convince del fatto che faranno la bella vita insieme e passano una serata in un hotel di lusso del centro tra champagne e idromassaggio. Nicola intanto ha appuntamento con quella che pensa essere la sosia di Sara che altro non è che Lin. Jean e Greta iniziano a frequentare Andrea, uscito da poco dall’ospedale, avendo in comune la passione per la musica. Giuseppe Liberati decide, sentendosi in colpa, di premiare le sue operaie per il lavoro che stanno svolgendo.
- Altri interpreti: Yoon C. Joyce (Yuri Meng), Maurizio Aiello (Fulvio Neri).

- Ascolti: telespettatori 717 000 – share 4,4%[3]

## Episodio 6
- Diretto da: Carmine Elia
- Soggetto di: Valerio D'Annunzio, Paolo Terraciano
- Scritto da: Francesca Scialanca

### Trama
Giuseppe evita che Sabrina finisca a lavorare nella zona delle filatrici, l’unica area non bonificata della fabbrica, perché la conosce da quando erano ragazzini; ad Anna Petrescu non rimane molto da vivere e sta pensando di accettare i soldi che le sono stati offerti perché la figlia non sa più come continuare. Lin non si è presentata come Sara al primo appuntamento con Nicola per paura e lo incrocia vicino a casa scambiando due parole con lui. Simona porta dei gioielli a un compro oro perché ha bisogno di soldi riuscendo a racimolare 500 euro. Riccardo, dopo essere stato licenziato come guardia notturna, inizia a lavorare come rider e per puro caso una sera si ritrova a consegnare le pizze a casa di Giuseppe Liberati al quale chiede di non farne parola con la moglie che è una sua dipendente. 
Massimo propone a Viola di svaligiare la casa di Neri, il re delle slot del Lazio, ma qualcosa va storto e l’uomo rincasa in anticipo con la compagna: Massimo fa legare la coppia da Viola, si fa dire dove si trova la cassaforte riuscendo ad aprirla con il suo potere. Infine registra una videoconfessione di Neri, nella quale ammette di aver manomesso i software delle macchine per scongiurare delle vincite frequenti e troppo alte. Anche se Neri non vuole denunciare il colpo, è la sua compagna a dire alla polizia che sono stati due ragazzi a sorprenderli. Massimo mostra il video, diventato ormai virale, alla zia per dissuaderla dal giocare ancora.
- Altri interpreti: Maurizio Aiello (Fulvio Neri).

- Ascolti: telespettatori 717 000 – share 4,4%[3]

## Episodio 7
- Diretto da: Carmine Elia
- Soggetto di: Valerio D'Annunzio, Paolo Terraciano
- Scritto da: Costanza Durante, Laura Grimaldi

### Trama
Tutti parlano del giustiziere misterioso, ma nessuno sospetta che possa essere Massimo. L’ispettore Venchi parla con Simona al cimitero e si capisce che Michela aveva preso in affido suo figlio Massimo tenendolo all’oscuro per tutti questi anni. La poliziotta chiede a Massimo perché sia sempre sfuggente con la zia e se Viola possa avere qualche problema, ma lui nega. Le operaie organizzano una colletta per le spese mediche di Anna e Giuseppe decide di aiutarle anche se Renata gli consiglia di non esporsi in questo modo. Simona mette le mani nella cassa del bar dove lavora Lara la quale la sorprende davanti al capo e decide di coprirla con una scusa per pena. Lin continua a uscire con Nicola nelle vesti di Sara, la quale per vergogna non è mai più uscita di casa; la ragazza però scappa via dalla piscina dove la porta il ragazzo e, al bar di famiglia scopre che il padre viene preso di mira da un brutto ceffo. Greta è diventata molto sfuggente con Jean ed inizia a uscire da sola con Andrea. Jean li sorprende mentre si stanno baciando e tira un pugno al ragazzo: Greta però torna indietro nel tempo per evitare la cosa. Poco dopo Andrea le dice di aver capito che anche lei ha un potere e si confronta con lei. Massimo racconta tutto ciò che sta succedendo a quello che pensa essere Andrea, ma poi si accorge che non è lui quando scappa: in realtà si tratta di Lin che si era trasformata nell’amico. Simona legge delle lettere che aveva scritto a Massimo, ma che non gli ha mai fatto avere.
- Altri interpreti: Yoon C. Joyce (Yuri Meng), Francesco Meoni (Gabriele).

- Ascolti: telespettatori 846 000 – share 5,1%[4]

## Episodio 8
- Diretto da: Carmine Elia
- Soggetto di: Valerio D'Annunzio, Paolo Terraciano
- Scritto da:  Costanza Durante, Laura Grimaldi

### Trama
Massimo, Andrea e Marco nello spogliatoio delle docce della scuola con il telefono di Nicola scrivono un messaggio a quella che pensano essere Asia, la sosia della sua ex, dandole appuntamento. Andrea dice ai due amici che anche Greta ha un potere speciale, ma quando si presenta a casa della ragazza questa lo tratta male. Sabrina si infuria quando scopre che il marito è stato licenziato come metronotte; Nicola li sente litigare in casa, ma per il momento decide di fare finta di niente. Beatrice Venchi scopre che la figlia sta indossando abiti costosi, ma Viola si giustifica dicendo che glieli ha regalati un’amica. Sabrina fa avere la busta dei soldi ad Anna, ma questa dice alla figlia che non può essere una coincidenza che si sia ammalata di tumore come Michela, la madre di Massimo. Sabrina dice a Giuseppe che il marito ha perso il lavoro e lui le dice che la fabbrica ha bisogno di un nuovo metronotte. Sabrina ne parla al marito il quale si infuria perché non vuole l’elemosina di Giuseppe, ma l’intervento di Nicola in lacrime gli fa cambiare idea e così accetta il posto anche perché servono molti soldi per le cure di Andrea. Massimo, Andrea e Marco si presentano all’appuntamento con Asia, ma questa riesce a scappare. Il giorno dopo però Lin si palesa ai ragazzi spiegando di avere anche lei un potere; si radunano quindi tutti i ragazzi che hanno poteri speciali: Massimo, Andrea, Lin e Greta, manca solo Jean. Lara fa presente a Sabrina che la madre è convinta di essersi ammalata come Michela per colpa della fabbrica, ma la donna respinge questa ipotesi per paura di perdere il posto anche se dopo inizia a rifletterci su. Jean si prende gioco dei suoi aguzzini prendendo pugni a vuoto e dando una testata a uno del gruppetto. Beatrice inizia a collegare i casi di furto a Massimo.
- Ascolti: telespettatori 846 000 – share 5,1%[4]

## Episodio 9
- Diretto da: Carmine Elia
- Soggetto di: Valerio D'Annunzio, Paolo Terraciano
- Scritto da: Paolo Terraciano

### Trama
Beatrice trova una collana preziosa in camera di sua figlia e sospetta che sia una di quelle rubate al compro oro. Affronta quindi prima Viola che nega e poi Massimo irrompendo a casa sua nel cuore della notte, ma anche lui dice di non saperne niente e viene difeso da Simona. 
Sabrina riferisce a Giuseppe ciò che pensa Anna sulla causa del tumore e lui le risponde che la fabbrica è pulita; l’imprenditore ha i sensi di colpa e Renata gli chiede di evitare di alimentare ulteriori sospetti. Sabrina sembra essere tranquilla, ma a Lara che insiste dice che anche Ornella Pisano è morta di tumore ai polmoni. Giorgia, la figlia della Pisano, prima manda via Lara e poi la avvicina in ospedale ammettendo di aver ricevuto dei soldi come sorta di buonuscita per la madre. Intanto anche Sabrina inizia ad avere una strana tosse, ma non ne parla con nessuno.
Nunzio, con il fatto che le sta passando molti soldi, cerca di approfittarsi di Simona, ma lei lo rifiuta mordendolo; il superiore le tira uno schiaffo, ma l’intervento di Massimo evita il peggio. Quando rientra al lavoro, Simona scopre di essere stata licenziata.  
I ragazzi decidono di aiutare Lin il cui padre è stato pestato a sangue poiché non vuole pagare il pizzo alla malavita. Massimo e Greta riescono a trovare l’archivio dei malavitosi nel loro quartier generale e allertano la polizia, ma poco dopo vengono sorpresi. Lin intanto nei panni di Massimo esce con Viola facendosi vedere da Beatrice così da far vedere che il ragazzo ha un alibi per quella sera.
- Altri interpreti: Yoon C. Joyce (Yuri Meng), Fausto Maria Sciarappa (priore Paolo).

- Ascolti: telespettatori 664 000 – share 4,3%[5]

## Episodio 10
- Diretto da: Carmine Elia
- Soggetto di: Valerio D'Annunzio, Paolo Terraciano
- Scritto da: Paolo Terraciano

### Trama
Nando Giannini spara a Massimo, ma Greta riesce a tornare indietro nel tempo e a scappare con lui prima che arrivi la polizia. La Nenchi viene subito avvisata dai colleghi e così abbandona la pista di Massimo e Viola dato che li aveva davanti agli occhi al momento della chiamata. I ragazzi si comportano ora come dei veri giustizieri, girano un video celebrativo e lanciano soldi dai tetti per i residenti del quartiere. La vera Sara torna a scuola e cerca di parlare con Nicola; Lin si sente in colpa per averla ridicolizzata con il finto video hot. Lara dice a Sabrina che la Pisano aveva ricevuto dei soldi in cambio del silenzio, ma la donna non vuole avere problemi con il lavoro e la liquida in fretta. Greta si sfoga con Andrea per la storia del fratello in coma e finisce per baciarlo; la ragazza convince poi Jean a fare un concerto insieme. La Nenchi chiede a Lin di convincere il padre a testimoniare contro Giannini. Nunzio assume una ragazza nel suo studio dopo che questa si è dimostrata accondiscendente nei suoi confronti: in realtà è Lin, trasformatasi in una bella ragazza, che si è prestata a fare questa farsa registrando le parole dell’avvocato. Massimo ricatta quindi Nunzio pretendendo che trovi un lavoro a sua zia. Giuseppe viene attaccato da Riccardo per la sua “vicinanza” a Sabrina, ma lui lo tranquillizza dicendogli di pensare alla famiglia. Renata pressa Anna Petrescu affinché accetti i soldi che le hanno offerto, ma la donna scoppia a piangere; Lara attacca Renata dicendole che scoprirà la verità sulle morti sospette. Jean, Greta e Andrea si esibiscono in un locale davanti ad amici e parenti tra i quali Giuseppe che fa i complimenti al figlio; all’uscita del locale però i Liberati vengono accerchiati dai ragazzi che avevano già preso di mira Jean e Giuseppe ha la peggio venendo accoltellato. Intanto Sara, dopo essere stata rifiutata da Nicola, tenta il suicidio in casa.
- Ascolti: telespettatori 664 000 – share 4,3%[5]

## Episodio 11
- Diretto da: Carmine Elia
- Soggetto di: Valerio D'Annunzio, Paolo Terraciano
- Scritto da: Valerio D'Annunzio, Francesca Scialanca

### Trama
Mentre Giuseppe è in ospedale in fin di vita, Jean cerca disperatamente di avvisare Greta, ma lei in quel momento sta facendo l’amore con Andrea e al loro arrivo li attacca duramente. Andrea però riuscirà a salvare Giuseppe e a non subire conseguenze fisiche. Intanto il misterioso personaggio di Zeno Dominici sente a distanza che vengono continuamente usati i poteri e si avvicina all'ospedale. Dopo poco però Andrea si sente male in auto mentre sta rientrando a casa con i propri genitori.
Anna dice a sua figlia di accettare i soldi perché le serviranno in futuro; la ragazza oltretutto è appena stata licenziata per aver tentato di difendere una collega dalle attenzioni del loro capo. Dopo poco la donna muore in presenza della figlia.
- Altri interpreti: Francesco Meoni (Gabriele)

- Ascolti: telespettatori 921 000 – share 4,7%[6]

## Episodio 12
- Diretto da: Carmine Elia
- Soggetto di: Valerio D'Annunzio, Paolo Terraciano
- Scritto da: Valerio D'Annunzio

### Trama
Andrea ha avuto uno scompenso cardiaco e le sue condizioni sono critiche. Greta se la prende con Jean per essersi approfittato di lui, ma il ragazzo non sapeva che Andrea avesse questo potere. Massimo in ospedale incrocia anche Lara, in lacrime per la morte della madre, e la abbraccia; poco dopo Viola fa una scenata di gelosia fuori dall’ospedale e lui la manda via. I ragazzi capiscono di aver acquisito i poteri durante una gita scolastica ai fori imperiali quando erano rimasti bloccati nelle catacombe dopo una strana scossa, ma sul posto non trovano nulla. In ospedale Zeno Dominici, vedendola passare, sente che Greta ha un potere e si mette a seguirla. Entra quindi nella stanza di Andrea e con il suo potere lo fa risvegliare. Massimo va a trovare Lara e lei gli racconta i suoi sospetti su come siano morte le loro madri e altre operaie della fabbrica; i due finiscono per baciarsi. Dopo essere stato lasciato da Viola, Massimo torna a casa e trova delle foto e delle lettere che ha scritto per lui Simona scoprendo che in realtà è lei sua madre. Quando questa rientra, lui le si scaglia contro in lacrime e se ne va sbattendo la porta anche se lei cerca di spiegargli che non avrebbe potuto tenerlo perché aveva problemi di droga; la mattina dopo Simona trova Massimo sulla tomba di Michela e cerca di tranquillizzarlo. Sabrina fa presente a Giuseppe di avere una tosse sospetta da diversi giorni e gli chiede ancora una volta se ci possa essere qualcosa nella fabbrica, ma lui nega di nuovo. Lin si presenta in ospedale da Sara mostrandole solidarietà sentendosi colpevole di averla spinta al suicidio; subito dopo entra anche Nicola dicendole che non la ama più, ma che le vuole bene. Massimo e Lara si presentano alla fabbrica e le operaie abbracciano la figlia della loro collega; Giuseppe osserva la scena dal suo ufficio. A casa Sabrina inizia a tossire davanti ai famigliari e in bagno sputa del sangue. Viola decide di andare via di casa e su un biglietto lascia scritto alla madre “hai ragione, siamo stati noi”. Simona, riguardando le foto di quando era giovane, ne ritrova una in cui sta insieme ad un uomo, che ora è un frate, e sullo sfondo si vede Zeno. Lo stesso frate è colui che ha rubato la reliquia scomparsa dalle catacombe che ha dato i poteri ai cinque ragazzi. Nel finale Zeno osserva da lontano i ragazzi sui tetti sotto la pioggia.
- Altri interpreti: Raffaella Rea (Michela Bianchi), Fausto Maria Sciarappa (priore Paolo), Vincenzo Ferrera (dottor Falzano).

- Ascolti: telespettatori 878 000 – share 6%[6]